# Японская теорема о вписанном четырёхугольнике
Японская теорема о вписанном четырёхугольнике утверждает, что центры окружностей, вписанных в определённые треугольники внутри вписанного в окружность четырёхугольника, являются вершинами прямоугольника.
Разбиение произвольного вписанного четырёхугольника диагоналями даёт четыре перекрывающих друг друга треугольника каждая диагональ создаёт два треугольника). Центры вписанных в эти треугольники окружностей образуют прямоугольник.
В частности, пусть □ABCD — произвольный вписанный четырёхугольник и пусть M1, M2, M3, M4 — центры вписанных в треугольники △ABD, △ABC, △BCD, △ACD окружностей. Тогда четырёхугольник, образованный центрами M1, M2, M3, M4, является прямоугольником.

### Доказательство[1]
{\displaystyle \angle {AM_{2}B}=180^{\circ }-\angle {BAC}/2-\angle {ABC}/2=90^{\circ }+\angle {ACB}/2}
(поскольку {\displaystyle AM_{2}} является биссектрисой угла {\displaystyle \angle {BAC}}, 
а {\displaystyle BM_{2}} является биссектрисой угла {\displaystyle \angle {ABC}})
Аналогично получаем
{\displaystyle \angle {AM_{1}B}=180^{\circ }-\angle {ABD}/2-\angle {BAD}/2=90^{\circ }+\angle {BDA}/2}
Поскольку четырёхугольник {\displaystyle ABCD} вписанный, имеем {\displaystyle \angle {ADB}=\angle {ACB}}, откуда следует, 
что четырёхугольник {\displaystyle \angle {AM_{1}M_{2}B}} тоже вписан в окружность, так что получаем 
{\displaystyle \angle {M_{1}M_{2}B}=180^{\circ }-\angle {BAM_{1}}=180^{\circ }-\angle {A}/2}
Аналогично получаем {\displaystyle \angle {BM_{2}M_{3}}=180^{\circ }-\angle {C}/2}
А следовательно, {\displaystyle \angle {M_{1}M_{2}M_{3}}=360^{\circ }-(\angle {M_{1}M_{2}B}+\angle {BM_{2}M_{3}})=(\angle {A}+\angle {C})/2=180^{\circ }/2=90^{\circ }}
Тем же самым способом доказываем для других углов. Получаем, что все четыре угла четырёхугольника прямые. Теорема доказана
Заметим, что доказательство этой теоремы легко обобщается до доказательства японской теоремы о вписанных многоугольниках (Japanese theorem for cyclic polygons). 
Из случая четырёхугольника немедленно вытекает доказательство для общего вписанного многоугольника (по индукции по числу треугольников в разбиении многоугольника).

### Замечание 1
Для вписанного четырёхугольника японская теорема о вписанном четырёхугольнике является составной частью более сложного утверждения:
- Во вписанном четырёхугольнике ABCD центры вписанных окружностей треугольников ABC, BCD, CDA и DAB являются вершинами прямоугольника, ортоцентры тех же четырёх треугольников являются вершинами четырёхугольника, равного ABCD, центроиды этих четырёх треугольников являются вершинами другого вписанного четырёхугольника[2].